# ارد یشت
اَردْ یَشت یا اَرت یَشت یا اَشی یَشت نام هفدهمین یشت در بخش یشت‌های کتاب اوستا می باشد که به نام اشی ونگوهی یا ارت، ایزدبانوی ثروت و توانگری سروده شده و دارای ده کَرده (فصل) و ۶۲ بند است.

## نمونهٔ سروده‌ها

### کردهٔ دوم بندهای چهار تا ده
اَشَیِ نیک، شهریار بزرگوارِ بُرزمندِ خوب ستوده را می‌ستاییم که چرخ‌ها[یِ گردونه‌اش]، خروشان [است]؛ که نیرومند، پاداش‌بخش، درمان‌گر، بسیار هوشمند و تواناست.
درود بر هَوم، به مَنثَرهٔ وَرجاوَند و به زرتُشتِ اَشَوَن!
به‌راستی درود به هَوم؛ زیرا همهٔ مَی‌ها را خشمِ خونین‌درفش همراه است؛ اما مَیِ هوم رامشِ اَشَه در پی دارد.
ای اَشَی ِنیک! ای اشی ِزیبا! ای اشی ِدرخشان! ای که با فروغ خویش شادمانی افشانی! ای اشی! ای آن که مردان همراه خویش را فر ِنیک بخشی!
از خانمانی که اَشی ِنیک، پای در آن‌ها فرو نهد، بوی خوش برآید و اندیشه سازگاری و دوستی ِدیرپای، [بهره آن خانمان شود].
ای اَشَی ِنیک!
مردانی که تو یاورشان باشی، در کشوری با خوراک‌های فراوان، فرمانروایی کنند؛ آن‌جا که خواربار انباشته، بوی‌های خوش برآمده، بسترها گسترده و دیگر دارایی‌های گران‌بها فراهم آمده است.
براستی خوشا به [روزگار ِ] کسی که تو یاورش باشی!
همچنین یاور من باشی ای پُردَهِش! ای نیرومند!
ای اَشَی ِنیک!
خانه‌های کسانی که تو یاورشان باشی، خوب‌ساخته، دیرپای، از ستوران بهره‌مند و دیرزمانی استوار است.
براستی خوشا به [روزگار ِ] کسی که تو یاورش باشی!
همچنین یاور من باشی ای پُر دَهِش! ای نیرومند!
ای اَشَی ِنیک!
تخت‌های آنان که تو یاورشان باشی، خوش‌ساخت، خوب‌گسترده و خوش‌بو، با بالش‌های آراسته و پایه‌های زرین برپاست.
به‌راستی خوشا به [روزگار ِ] کسی که تو یاورش باشی!
همچنین یاور من باش ای پُر دَهِش! ای نیرومند!
ای اَشَی ِنیک!
زنان ِگرامی ِمردانی که تو یاورشان باشی، بر تخت‌های زیبای زرین پایه، بر بالش‌های آراسته، آرمیده و خود را با دست بند، گوشواره چهارگوشه به نمایش آویزان و طوق ِزرنشان آراسته‌اند [و چنین گویند]:
- چه هنگام خانه خدای، به سوی ما آید؟ چه هنگام او از ما شادمان و از تن ِما برخوردار شود؟
به‌راستی خوشا به [روزگار ِ] کسی که تو یاورش باشی!
همچنین یاور من باش ای پُر دَهِش! ای نیرومند!